# ستافورد كينغ
ستافورد كينغ (بالإنجليزية: Stafford King)‏ هو سياسي أمريكي، ولد في 27 أكتوبر 1893 في الولايات المتحدة، وتوفي في 21 أغسطس 1970 في مقاطعة رامسي في الولايات المتحدة. حزبياً، نشط في الحزب الجمهوري لمينيسوتا ‏ والحزب الجمهوري.